# Abtswinder Schild
Abtswinder Schild ist eine Großlage im Weinanbaugebiet Franken. Sie umfasst Weinlagen im westlichen Steigerwald und seinem Vorland um Abtswind im unterfränkischen Landkreis Kitzingen. Sie ist Teil der Bereiche Schwanberger Land und Weinpanorama Steigerwald.

## Geografische Lage und Geologie
Die Weinberge der Großlage Abtswinder Schild ziehen sich entlang des Steigerwaldanstieges im Osten des Landkreises Kitzingen. Im Süden bilden die Weinlagen um Castell die Begrenzung, zentral liegt Abtswind. Im Norden bildet der Kirchschönbacher Mariengarten den Abschluss in einiger Entfernung zu den anderen Weinlagen im äußersten Osten des Prichsenstädter Gemeindegebietes. Ursprünglich gehörten die Lagen der Großlage zum Bereich Steigerwald, seit 2017 sind sie Teil der Bereiche Schwanberger Land und Weinpanorama Steigerwald.
Insgesamt nimmt die Großlage eine Fläche von etwa 100 ha ein. Damit ist sie eine der mittleren Großlagen innerhalb des Anbaugebietes. Naturräumlich ist der Abtswinder Schild im Steigerwald und seinem Vorland zu verorten. Die meisten Lagen können eindeutig dem Naturraum Hoher bzw. Nördlicher Steigerwald zugeordnet werden, lediglich ganz im Westen liegt das Schwanbergvorland. Die Böden werden vom Keuper dominiert, typisch sind teilweise Gipsbeimischungen in den südlicheren Casteller Lagen. Um Kirchschönbach überwiegt Lehm.

## Namensherkunft
Der Name der Großlage geht auf eine Erhebung am Rande des Steigerwaldes zurück, den sogenannten Schildsberg. Bereits im Jahr 1928 tauchte die Bezeichnung „Im Schild“ als Name einer einzelnen Weinlage um Abtswind auf, die nach 1971, als ein neues Weingesetz in Kraft trat, in der neuen Einzellage Abtswinder Altenberg aufging. Der Schildsberg, unmittelbar westlich vom bekannteren Friedrichsberg, bildet das geografische Zentrum der Großlage und weist vielleicht auch auf den Übergang vom Steigerwald zum Steigerwaldvorland hin, an dem alle Einzellagen liegen.

## Weinlagen
Die Liste der Weinlagen orientiert sich an einer Aufstellung aller bayerischen Weinlagen, die von der Regierung von Unterfranken herausgegeben wurde. Sie ist alphabetisch geordnet. In der zweiten Spalte sind die Gemarkungen der Weinlagen vermerkt. Weiterhin sind die Flächen der Weinlagen aufgeführt. Die Bodenbeschaffenheit und ihre überwiegende Zusammensetzung ist aus der Spalte Geologie ersichtlich. Anmerkungen enthalten wichtige historische Eckpunkte zu den einzelnen Lagen.
Der Abtswinder Schild umfasst fünf Einzellagen. Mehrere Lagen ziehen sich über mehrere Gemarkungen hin, wobei die Weinreben sich häufig auf einer Gemarkung konzentrieren (Beispiel Casteller Kirchberg, Greuther Kirchberg). Allerdings sind die Weinlagen wesentlich eindeutiger zuzuordnen, als die der umgebenden Großlagen. Die Geokoordinate bezieht sich auf die größte Teilfläche der jeweiligen Lage. Die Weinlagen Casteller Bausch und Casteller Kirchberg sind teilweise großlagenfrei.
| Name der Weinlage | Gemarkung(en) (Gemeinde)       | Fläche (Jahr) | Geologie   | Geokoordinate                    | Anmerkungen                                                          |
| ----------------- | ------------------------------ | ------------- | ---------- | -------------------------------- | -------------------------------------------------------------------- |
| Altenberg         | Abtswind                       | 30 ha (1993)  | Keuper     | 49° 45′ 41,9″ N, 10° 22′ 49,2″ O | Insgesamt wurden im Jahr 1971 28 Lagen zum Altenberg zusammengefasst |
| Bastel            | Greuth (Castell)               | 17 ha (2019)  | Keuper     | 49° 45′ 12,5″ N, 10° 22′ 59,7″ O | Insgesamt wurden im Jahr 1971 drei Lagen zum Bastel zusammengefasst  |
| Bausch            | Castell                        | 30 ha (2019)  | Gipskeuper | 49° 44′ 26,2″ N, 10° 21′ 27,3″ O |                                                                      |
| Kirchberg         | Castell, Greuth (Castell)      | 17 ha (2019)  | Gipskeuper | 49° 44′ 3,2″ N, 10° 20′ 59,8″ O  |                                                                      |
| Mariengarten      | Kirchschönbach (Prichsenstadt) | 2 ha (1993)   | Lehm, Ton  | 49° 48′ 46,8″ N, 10° 25′ 0,1″ O  |                                                                      |